# Lasioglossum iwatai
Lasioglossum iwatai is een vliesvleugelig insect uit de familie Halictidae. De wetenschappelijke naam van de soort is voor het eerst geldig gepubliceerd in 1968 door Sakagami.